# Álmosd
Álmosd is een plaats (község) en gemeente in het Hongaarse comitaat Hajdú-Bihar. Álmosd telt 1673 inwoners (2001).